# Copa de la Reina de Baloncesto 1990-91
La Copa de la Reina de Baloncesto 1990-91 corresponde a la 29ª edición de dicho torneo. Se celebró entre el 3 de noviembre de 1990 y el 5 de mayo de 1991 en el Pabellón Central de las Traviesas de Vigo. 
Esta temporada, la Copa la juegan todos los equipos de la liga excepto el Banco Exterior al ser un equipo organizado por la FEB para preparar jugadoras de cara a las olimpiadas de Barcelona'92. Esto hacía que un equipo se quedase sin emparejarse en los octavos de final, por lo que se decide que el A. D. B. F. Zaragoza, actual campeón, quede exento en la primera eliminatoria. Los octavos de final y los cuartos se juegan a ida y vuelta. Las semifinales y final se juegan a partido único en Vigo. El campeón se clasifica para la Copa Ronchetti 1991-92.

## Fase previa

### Octavos de final
Los partidos de ida se jugaron el 3 y 4 de noviembre y los de vuelta el 10 y 11 de noviembre.
| Equipo 1               | Agr.    | Equipo 2            | Ida    | Vuelta |
| ---------------------- | ------- | ------------------- | ------ | ------ |
| A. D. B. F. Zaragoza   | Exento  |                     |        |        |
| Canoe N. C.            | 172–159 | Caja Segovia        | 82–63  | 90–96  |
| GEiEG                  | 89–187  | Bàsquet Godella     | 52–108 | 37–79  |
| Club Juven             | 132–139 | Pryca Manresa       | 74–64  | 58–75  |
| CB Navarra             | 157–137 | CB Donostia         | 70–65  | 87–72  |
| Cepsa Tenerife         | 94–125  | Xerox Vigo          | 66–66  | 28–59  |
| Compañía de María      | 131–155 | Sandra Gran Canaria | 67–84  | 64–71  |
| Universitari Barcelona | 134–131 | C. D. Xuncas        | 70–75  | 64–56  |

### Cuartos de final
Los partidos de ida se jugaron el 17 y 18 de noviembre y los de vuelta el 24 y 25 de noviembre.
| Equipo 1               | Agr.    | Equipo 2             | Ida   | Vuelta |
| ---------------------- | ------- | -------------------- | ----- | ------ |
| Canoe N. C.            | 141–130 | A. D. B. F. Zaragoza | 80–74 | 61–56  |
| Pryca Manresa          | 146–165 | Bàsquet Godella      | 66–81 | 80–84  |
| Xerox Vigo             | 134–99  | CB Navarra           | 71–46 | 63–53  |
| Universitari Barcelona | 125–133 | Sandra Gran Canaria  | 52–68 | 73–65  |

## Fase final
|  | Semifinales         | Semifinales         | Semifinales |             |                 | Final           | Final      | Final      |  |
|  | 13 de mayo          | 13 de mayo          | 13 de mayo  |             |                 | 14 de mayo      | 14 de mayo | 14 de mayo |  |
|  |                     |                     |             |             |                 |                 |            |            |  |
|  |                     |                     |             |             |                 |                 |            |            |  |
|  | Bàsquet Godella     | Bàsquet Godella     | 76          |             |                 |                 |            |            |  |
|  | Bàsquet Godella     | Bàsquet Godella     | 76          |             |                 |                 |            |            |  |
|  | Xerox Vigo          | Xerox Vigo          | 62          |             |                 |                 |            |            |  |
|  | Xerox Vigo          | Xerox Vigo          | 62          |             | Bàsquet Godella | Bàsquet Godella | 76         |            |  |
|  |                     |                     |             |             | Bàsquet Godella | Bàsquet Godella | 76         |            |  |
|  |                     |                     | Canoe N. C. | Canoe N. C. | 72              |                 |            |            |  |
|  | Canoe N. C.         | Canoe N. C.         | Canoe N. C. | Canoe N. C. | 72              | 87              |            |            |  |
|  | Canoe N. C.         | Canoe N. C.         |             |             |                 | 87              |            |            |  |
|  | Sandra Gran Canaria | Sandra Gran Canaria | 72          |             |                 |                 |            |            |  |
|  | Sandra Gran Canaria | Sandra Gran Canaria | 72          |             |                 |                 |            |            |  |
|  |                     |                     |             |             |                 |                 |            |            |  |

### Final
| 5 de mayo de 1991, 12:30 | Bàsquet Godella                           | 76–72           | Canoe N. C.                        |                                                                                  |  |
|                          | Marcador por tiempos: 31–37, 45–35        |                 |                                    |                                                                                  |  |
|                          | Estadísticas Kim Hampton 24 Kim Hampton 9 | Reporte Pts Reb | Estadísticas Price 32 A. Sánchez 6 | Pabellón: Pabellón Central de las Traviesas, Vigo Árbitros: Ferreiro, De la Maza |  |

| Ganadoras de la Copa de la Reina 1990-91 |
| ---------------------------------------- |
| Bàsquet Godella 1º título                |